# Росдорф (Дармштадт)
Росдорф (нем. Roßdorf) — община в Германии, в земле Гессен. Подчиняется административному округу Дармштадт. Входит в состав района Дармштадт-Дибург. Население составляет 12 019 человек (на 31 декабря 2010 года). Занимает площадь 20,06 км².
Община подразделяется на 2 сельских округа.
В общине расположено предприятие по производству, проектированию и строительству очистных сооружений EnviroChemie, которое осуществляет свою деятельность и в России.